# Warsow
Warsow é um jogo eletrônico de tiro em primeira pessoa e sua primeira publicação foi em 8 de junho de 2005 como uma versão alfa. O jogo está em desenvolvimento ativo. A versão estável do jogo foi lançada em 28 de julho de 2012, após 7 anos de desenvolvimento.
O "Codebase"(coleção de códigos-fonte) de Warsow é software livre e de código aberto, distribuído sob os termos da GPL; o jogo foi desenvolvido em cima do Qfusion, uma modificação avançada do motor de Quake II. A arte e outras mídias são licenciadas sob a Licença de Conteúdo de Warsow(software proprietário), o que permitiu que os contribuidores dessa mídia usassem o conteúdo em um "portfólio pessoal", mas não em qualquer outro jogo e, recentemente, foi lançado sobre a licença internacional Creative Commons Attribution-ShareAlike 4.0.